# Seznam skladatelů vážné hudby, L
Seznam skladatelů vážné hudby podle abecedy:
A – B –
C – Č –
D – E – 
F – G –
H – Ch –
I – J –
K – L –
M – N –
O – P –
Q – R –
Ř – S –
Š – T –
U – V –
W – X –
Y – Z –
Ž

## La
- Joan La Barbara (1947)
- Michel de La Barre (1675–1745)
- Jean-Benjamin La Borde (1734–1784)
- Adrien La Fage (1801–1862)
- Pierre de La Garde (1717–1792)
- Michel de La Guerre (1605–1679)
- George de La Hele (1547–1586)
- Pierre La Houssaya (1735–1818)
- John La Montaine (1920)
- Ernest La Prade (1889–1969)
- Frank La Rocca (1951)
- Parodi Armando La Rosa (1904–1977)
- Pasquale La Rotella (1880–1963)
- Pierre de La Rue (kolem 1460–1518)
- Wesley La Violette (1894–1978)
- Théodore Labarre (1805–1870)
- Marcel Labey (1875–1968)
- August Labitzky (1832–1903)
- Josef Labitzky (1802–1881)
- František Labler (1805–1851)
- Josef Labor (1842–1924)
- Mario Labroca (1896–1973)
- Jiří Laburda (1931)
- Guido Laccetti (1879–1943)
- Bernard Comte de Lacépédé (1756–1825)
- Osvaldo Lacerda (1927)
- Louis Lacombe (1818–1884)
- Paul Lacome (1838–1920)
- Louis de Lacoste (1675–1755)
- Ezra Laderman (1924)
- Paul Ladmirault (1877–1944)
- Ignace Antoine Ladurner (1766–1839)
- Rudolf Lagi (1823–1868)
- Revaz Iljič Lagidze (1921–1981)
- Oscar de Lagoanére (1853–1918)
- Christian Lahusen (1886–1975)
- Helmut Lachenmann (1935)
- Franz Paul Lachner (1803–1890)
- Ignaz Lachner (1807–1895)
- Vinzenz Lachner (1811–1893)
- Ludwig Wenzel Lachnitt (1746–1820)
- Théodore Lajarte (1826–1890)
- Lajos Lajtai (1900–1966)
- Laszlo Lajtha (1892–1963)
- Szymon Laks (1901–1983)
- Michel-Richard de Lallande (1657–1726)
- Jean Francois Lallouette (1651–1728)
- Édouard Lalo (1823–1892)
- Jaures Lamarque Pons (1917–1982)
- Eric de Lamarter (1880–1953)
- Alan Lamb (1944)
- Marvin Lamb (1946)
- Francesco Lambardi (1587–1642)
- Walter Lambe (1450–1499)
- Constant Lambert (1905–1951)
- Charles Lucien Lambert (1828–1896)
- Lucien Lambert (1858–1945)
- Michel Lambert (1610–1696)
- Juan Lamote de Grignon (1872–1949)
- Ricard Lamote de Grignon (1899–1962)
- Zbigniew Lampart (1953)
- Johann Friedrich Lampe (1744 -?)
- John Frederick Lampe (1703–1751)
- Giovanni Battista Lampugnani (1706–1786)
- Serge Jean Mathieu Lancen (1922–2005)
- Flavio Carlo Lanciani (1655–1724)
- Juan Jose Landaeta (1780–1814)
- Siegfried Landau (1921–2007)
- Stefano Landi (1587–1639)
- Benedetto Landini (1858–1938)
- Francesco Landini (1325–1397)
- Marcel Landowski (1915–1999)
- Guillaume Landré (1905–1968)
- Willem Landré (1874–1948)
- Philip Lane (1950)
- Bernhard Lang (1957)
- Craig Sellar Lang (1891–1971)
- David Lang (1957)
- György Lang (1908–1976)
- Margaret Ruthven Lang (1867–1972)
- Walter Lang (1896–1966)
- István Láng (1933)
- Daniel de Lange (1841–1918)
- Peter Erasmus Lange-Müller (1850–1926)
- Johann Leonhard von Langenau (1515–1534)
- Johann August Adolf Langert (1836–1920)
- Rued Langgaard (1893–1952)
- Siegfried Langgaard (1852–1914)
- Jean Langlais (1907–1991)
- Honoré Langlé (1741–1807)
- Nicholas Lanier (1588–1666)
- Vanessa Lann (1968)
- Heinrich Eduard Josef von Lannoy (1787–1853)
- Marcel Lanquetuit (1894–1985)
- Tapani Länsiö (1953)
- Francesco Giuseppe Lanza (1750–1812)
- Salvatore Lanzetti (1710–1780)
- Raoul Laparra (1876–1943)
- Erasmus Lapicida (1440–1547)
- Jean-Francois Laporte (1968)
- Pietro Lappi (1575–1630)
- Reinhold Laquai (1894–1957)
- Hacene Larbi (1956)
- John F. Larchet (1884–1967)
- Alexej Larin (1954)
- Ivan Petrovič Larionov (1830–1889)
- Adolf L'Arronge (1838–1908)
- Libby Larsen (1950)
- Curt Larsson (1895–1967)
- Lars-Erik Larsson (1908–1986)
- Jean-Louis Laruette (1731–1792)
- Marco Lasagna (1957)
- Guillaume Lasceux (1740–1831)
- Blas de Laserna (1751–1816)
- Gustav Láska (1847–1928)
- Eduard Lassen (1830–1904)
- Johann Baptist Lasser (1751–1805)
- Ferdinand de Lasso (1560–1609)
- Orlando di Lasso (~1532–1594)
- Rudolph de Lasso (1563–1625)
- Per Lasson (1859–1883)
- William P. Latham (1917–2004)
- Gaetano Latilla (1711–1788)
- Thomas Laub (1852–1927)
- Thomas Lauck (1943)
- James Lauder (1535–1592)
- Herbert Lauermann (1955)
- Wolff Jakob Lauffensteiner (1676–1754)
- Armas Launis (1884–1959)
- Edmond Laurens (1852–1925)
- Pietro Paolo Laurenti (1675–1719)
- Filiberto Laurenzi (1620–1685)
- Laurenzino (?–1608)
- Laurids Lauridsen (1882–1945)
- Morten Lauridsen (1943)
- Rachel Laurin (1961)
- Rainer Lautenbach (1962)
- André Lavagne (1913)
- Angelo Francesco Lavagnino (1909–1987)
- Calixa Lavallé (1842–1891)
- Calixa Lavallee (1842–1891)
- Louis Henry Lavenu (1818–1819)
- Antoine Barthélemy de Lavergue (1670–1726)
- Vincenzo Lavigna (1776–1836)
- Albert Lavignac (1846–1916)
- Mario Lavista (1943)
- Dionyssios Lavrangas (1860–1941)
- Marc Lavry (1903–1967)
- Henry Lawes (1596–1662)
- William Lawes (1602–1645)
- Filip Lazar (1894–1936)
- Martin Lazare (1829–1897)
- Henri Lazarof (1932)
- Daniel Lazarus (1898–1964)
- Gustav Lazarus (1861–1920)
- Ferdinando Antonio Lazzari (1678–1754)
- Sylvio Lazzari (1857–1944)

## Le
- Henri Le Bailly († 1637)
- Paul Le Flem (1881–1984)
- Claude Le Jeune (1528–1600)
- Matthaeus Le Maistre (1505–1577)
- Gaspard Le Roux (1660–1707)
- Adrian Le Roy (1520–1598)
- Jean-Francois Le Sueur (1760–1837)
- Alessandro Leardini (? -?1662)
- Anne LeBaron (1953)
- Alexej Konstantinovič Lebeděv (1924–1993)
- Nicolas Lebegue (1631–1702)
- Leblanc (1750–1827)
- Aimé Leborne (1797–1866)
- Fernand Leborne (1862–1929)
- Louis-Sébastien Lebrun (1764–1829)
- Ludwig August Lebrun (1752–1790)
- Paul Henri Joseph Lebrun (1863–1920)
- Armando Lopez Leça (1893–1977)
- Jean-Marie Leclair (1697–1764)
- Charles Lecocq (1832–1918)
- Ernesto Lecuona (1896–1963)
- Boris Ledkovskij (1894–1975)
- Jacques Leduc (1932)
- Dai-Keong Lee (1915)
- George Alexander Lee (1802–1851)
- Pierre Leemans (1897–1980)
- Benjamin Lees (1924–2010)
- Reinbert de Leeuw (1938–2020)
- Ton de Leeuw (1926)
- Nicola LeFanu (1947)
- Louis Lefebure-Wely (1817–1869)
- Charles Edouard Lefebvre (1843–1917)
- Alain Lefevre (1962)
- Jean-Xavier Lefevre (1763–1829)
- Denes Legany (1965–2000)
- Antoine Légat de Furcy (1740–1790)
- Ethel Leginska (1886–1970)
- Victor Legley (1915–1994)
- Luigi Legnani (1790–1877)
- Edouard Legouix (1834–1916)
- Michel Legrand (1932)
- Giovanni Battista Legrenzi (1620–1690)
- Jean-Pierre Leguay (1939)
- Jacques Leguerney (1906–1997)
- Franz Lehár (1870–1948)
- Albert Lehman (1915–1998)
- Hans Ulrich Lehmann (1937)
- Liza Lehmann (1862–1918)
- Leonard J Lehrman (1949)
- Benedikt Lechler (1594–1659)
- Leonhard Lechner (1553–1606)
- René Leibowitz (1913–1972)
- Marcus Leidesdorf (1787–1840)
- Jon Leifs (1899–1968)
- Walter Leigh (1905–1942)
- Kenneth Leighton (1929–1988)
- Volckmar Leisring (1588–1637)
- Roland Leistner-Mayer (1945)
- Antonio da Silva Leite (1759–1833)
- Claude Lejeune (1530–1600)
- Vlastimil Lejsek (1927–2010)
- Guillaume Lekeu (1870–1894)
- Jean Eugéne Gaston Lemaire (1854–1928)
- Edwin H. Lemare (1866–1934)
- Artur Lemba (1885–1963)
- Gustav Adolph Lembcke (1844–1899)
- Jean Fréderic Auguste Lemiére de Corvey (1854–1928)
- Lorenz Lemlin (1495–1549)
- Jacques-Nicolas Lemmens (1823–1881)
- Jean-Baptiste Lemoyne (1751–1796)
- Erwin Lendvay (1882–1949)
- Kamilló Lendvay (1928)
- Charles Lenepveu (1840–1910)
- John Anthony Lennon (1950)
- René Lenormand (1846–1932)
- Daniel Lentz (1942)
- Georges Lentz (1965)
- Johannes Nicolaas Lentz (1719–1782)
- Leonardo Leo (1694–1744)
- Felipe Padilla de Leon (1912–1992)
- Tania Leon (1943)
- Tomás León (1826–1893)
- Ruggero Leoncavallo (1857–1919)
- Gabriele Leone (1725–1790)
- Franco Leoni (1864–1949)
- Magister Leoninus (1150–1201)
- Mykola Dmitrovič Leontovič (1877–1921)
- Bohuslav Leopold (1888–1956)
- Leopold I. (1640–1705)
- Wassili Leps (1870–1942)
- Xavier Leroux (1863–1919)
- Terje Bjorn Lerstad (1955)
- C. Francois Lescot (1720–1801)
- Jonathan Leshnoff (1973)
- Theodor Leschetizky (1830–1915)
- Henry Leslie (1822–1896)
- Charles de Lespine (1580–1627)
- Wincenty Ferdinand Lessel (1750–1825)
- Wolfgang Lesser (1923–1999)
- Paschal de L'Estocart (1539–1584)
- Omer Letorey (1873–1938)
- Tony K. T. Leung (1963)
- Georg Christoph Leuttner (1644–1703)
- Enrico de Leva (1867–1955)
- Charles Levadé (1869–1948)
- William Charles Levey (1837–1894)
- Paul Alan Levi (1941)
- Michael Levinas (1949)
- Gerald Levinson (1951)
- Jurij Abramovič Levitin (1912–1993)
- Mischa Levitzki (1898–1941)
- Alexandre Levy (1864–1892)
- Frank Ezra Levy (1930)
- Marvin David Levy (1932)
- Michel-Maurice Lévy (1883–1965)
- Louis Lewandowski (1821–1894)
- Frank Lewin (1925–2008)
- Paul Lewis (1943)
- Peter Scott Lewis (1953)
- Bernhard Lewkovitch (1927)
- Josef Quido Lexa (1891–1925)
- Henry George Ley (1887–1962)
- Salvador Ley (1907–1985)
- Ignace Xavier Joseph Leybach (1817–1891)
- Georg Dietrich Leyding (1664–1710)
- Ulrich Leyendecker (1946)

## Lh – Li
- Jean Lheritier (1480–1551)
- Fran Lhotka (1883–1962)
- Ivo Lhotka-Kalinski (1913–1987)
- Antoine de Lhoyer (1768–1852)
- Aegidius Lickl (1803–1864)
- Johann Georg Lickl (1769–1843)
- Cristiano Giuseppe Lidarti (1730–1793)
- Jorge Liderman (1957)
- Ingvar Lidholm (1921)
- Václav Lídl (1922–2004)
- José Lidón (1748–1827)
- Harald Lie (1902–1942)
- Sigurd Lie (1871–1904)
- Eduard Ludwig Liebe (1819–1900)
- Christian Liebe (1654–1708)
- Lowell Liebermann (1961)
- Rolf Liebermann (1910–1999)
- Peter Lieberson (1946)
- Emil Liepe (1860–1940)
- Peter Lieuwen (1953)
- György Ligeti (1923–2006)
- Karl August Lichtenstein (1767–1845)
- Douglas Lilburn (1915–2001)
- Ruben Liljefors (1871–1936)
- Giuseppe Lillo (1814–1863)
- Hyunkyung Lim (1967)
- Liza Lim (1966)
- Jeronymo Francisco de Lima (1743–1822)
- Armand Marie Ghislain Limmander de Nieuwenhove (1814–1892)
- Paul Lincke (1866–1946)
- Magnus Lindberg (1958)
- Oskar Lindberg (1887–1955)
- Adolf Fredrik Lindblad (1801–1878)
- Otto Jonas Lindblad (1809–1864)
- Bo Linde (1933–1970)
- Ludvig Mathias Lindeman (1812–1887)
- Gottfried Lindemann (1713–1741)
- Par Lindgren (1952)
- Peter Josef von Lindpaintner (1791–1856)
- Scott Lindroth (1958)
- Jyrki Linjama (1962)
- Jiří Ignác Linka / Linek (1725–1791)
- Jukka Linkola (1955)
- George Linley (1798–1865)
- Thomas ml. Linley (1756–1778)
- Thomas st. Linley (1733–1795)
- Robert Linn (1925–1999)
- Eino Linnala (1896–1973)
- George Linstead (1908–1974)
- Guy de Lioncourt (1885–1961)
- Dinu Lipatti (1917–1950)
- Josef Lipavský (1772–1810)
- Karl Józef Lipinski (1790–1861)
- Malcolm Lipkin (1932)
- Larry Lipkis (1951)
- Franz Ignaz Lipp (1737–1806)
- Cort Lippe (1953)
- Binnette Lipper (1939)
- David Liptak (1949)
- Vatroslav Lisinski (1819–1854)
- Claude Joseph Rouget de Lisle (1760–1836)
- Henry Lissant-Collins (1880–1941)
- Rodney Lister (1951)
- Konstantin Jakovlevič Listov (1900–1983)
- Ferenc Liszt (1811–1886)
- Grigorij Andrejevič Lišin (1854–1888)
- Zdeněk Liška (1922–1983)
- Gaston Litaize (1909–1991)
- Antonio de Literes (1673–1747)
- Carl Ludvig Lithander (1773–1843)
- David Lithander (1780–1807)
- Fredrik Lithander (1777–1823)
- Chrysthophylus Lithander (1778–1823)
- Henry Charles Litolff (1818–1891)
- Giulio Litta (1822–1891)
- Ferdinando Liuzzi (1884–1940)
- Giovanni Liverati (1772–1846)

## Lj–Lo
- Anatolij Konstantinovič Ljadov (1855–1914)
- Sergej Michajlovič Ljapunov (1859–1924)
- Boris Nikolajevič Ljatošinskij (1895–1968)
- Vicente Lleó (1870–1822)
- George Lloyd (1913–1998)
- Jonathan Lloyd (1948)
- Andrew Lloyd Webber (1948)
- William Lloyd Webber (1914–1982)
- Ramón Llull (1232–1316)
- Ronald Lo Presti (1933)
- Vasilij Pavlovič Lobanov (1947)
- Johann Christian Lobe (1797–1881)
- Alonso Lobo (1555–1617)
- Duarte Lobo (1564–1646)
- Elias Álvares Lôbo (1834–1901)
- Pietro Antonio Locatelli (1695–1764)
- Matthew Locke (1621–1677)
- Dan Locklair (1949)
- Normand Lockwood (1906–2002)
- George Loder (1816–1898)
- Kate Loder (1825–1904)
- Filippo Laurenti Lodovico   (1693–1757)
- Charles Martin Loeffler (1861–1935)
- Jean Baptiste Loeillet de Gant (1688–1720)
- Jean-Baptiste Loeillet of London (1680–1730)
- Theodor Loevendie (1930)
- Johann Carl Gottfried Loewe (1796–1869)
- Max Julius Loewengard (1860–1915)
- Johann Heinrich Loffler (1833–1903)
- Mihovil Logar (1902–1998)
- Anestis Logothetis (1921–1994)
- Nicola Bonifacio Logroscino (1698–1767)
- Georg Simon Löhlein (1725–1781)
- Johann Löhner (1645–1705)
- Otto Löhse (1858–1925)
- Alexandr Lazarevič Lokšin (1920–1987)
- Antonio Lolli (1725–1802)
- Antonio Lombardini (?1650 -?)
- Ruth Lomon (1930)
- Carlo Ambrogio Lonati (1645–1715)
- Edwin H. London (1929)
- Alessandro Longo (1864–1945)
- Heinz Martin Lonquich (1937)
- Clarence Loomis (1889–1965)
- Harvey Worthington Loomis (1865–1930)
- Nikolaj Lopatnikov (1903–1976)
- Fernando Lopes-Graça (1906–1994)
- Francis Lopez (1916–1995)
- Carlos Lopez Buchardo (1881–1948)
- Jose Manuel Lopez Lopez (1956)
- Andrés Lorente (1624–1703)
- Alfred Lorentz (1872–1931)
- Johan Lorentz (1610–1689)
- Bent Lorentzen (1935)
- Alfred Lorenz (1868–1939)
- Paolo Lorenzani (1640–1713)
- Ausonio de Lorenzi-Fabris (1861–1935)
- Raimondo Lorenzini (?–1806)
- Lorenzino del Liuto (1552–1590)
- Lorenzo da Firenze (?–1372)
- Oscar Lorenzo Fernândez (1897–1948)
- Albert Lortzing (1801–1851)
- Johann Georg Lösel (1699–1750)
- Jan Antonín Losy (1645–1721)
- Ludvík Lošťák (1862–1918)
- Mark Lothar (1902–1985)
- Antonio Lotti (1666–1740)
- Ivana Loudová (1941)
- Alexina Louie (1949)
- Louis Louiguy (1916–1991)
- Pruský Louis Ferdinand (1772–1806)
- Arthur Sergejevič Lourie (1892–1966)
- František Ignác Louska (1764–1825)
- Alain Louvier (1945)
- Herman Severin Lovenskiold (1815–1870)
- Samuel Lover (1797–1868)
- Hermann Lowtzky (1871–1957)

## Lu–Ly
- Adriano Lualdi (1885–1971)
- Bertram Luard-Selby (1853–1918)
- Vincent Lubeck (1654–1740)
- Severo Luca (~1850 -?)
- Giovanni Lucantoni (1825–1902)
- Clarence Lucas (1866–1947)
- Charles Lucas (1808–1869)
- Andrea Lucchesi (1741–1801)
- Francesco Lucio (1628–1658)
- Štěpán Lucký (1919–2006)
- Gustav Luders (1865–1912)
- Wolfgang Ludewig (1926)
- Mihkel Ludig (1880–1858)
- Tommaso Ludovico da Vittoria (1545–1611)
- Emil Ludvík (1917–2007)
- August Ludwig (1865–1946)
- Franz Ludwig (1889–1955)
- Jan Ludwig (1832–1875)
- Thomas Ludwig (1952)
- Raymond Luedeke (1944)
- Ramona Luengen (1960)
- Otto Luening (1900–1996)
- Alexandre Luigini (1850–1906)
- Pawel Lukaszewski (1968)
- David Lukáš (1981)
- Zdeněk Lukáš (1928–2007)
- Ray Luke (1926)
- Giovanni Lorenzo Lulier (1650–1700)
- Jean-Baptiste Lully (1632–1687)
- Jean-Baptiste Lully (mladší) (1665–1743)
- Jean-Louis Lully (1667–1688)
- Louis Lully (1664–1734)
- Georg Lumbye (1843–1922)
- Pablo Luna (1879–1942)
- Gudrun Lund (1930)
- Signe Lund (1868–1950)
- Ivar Lunde (1942)
- Torbjörn Lunquist (1920–2000)
- Vilho Luolajan-Mikkola (1911)
- Roberto Lupi (1908–1971)
- Thomas Lupo (1571–1627)
- Gaetano Luporini (1865–1948)
- Filippo de Lurano (1470–1520)
- Charles de Lusse (1720–1774)
- Witold Lutosławski (1913–1994)
- Elisabeth Lutyens (1906–1983)
- Meyer Lutz (1822–1903)
- Friedrich Lux (1820–1895)
- Karel Luyton (1556–1620)
- Luzzasco Luzzaschi (1545–1607)
- Luigi Luzzi (1828–1876)
- Alexej Fjodorovič Lvov (1798–1870)
- Břetislav Lvovský (1857–1910)
- Donald Lybbert (1923–1981)
- Ralph Lyford (1882–1927)
- James Lyon (1735–1794)
- Nikolaj Vitaljevič Lysenko (1842–1912)
- Michel Lysight (1958)